# 中土佐町
中土佐町（なかとさちょう）は、高知県高岡郡に属する町。

## 地理

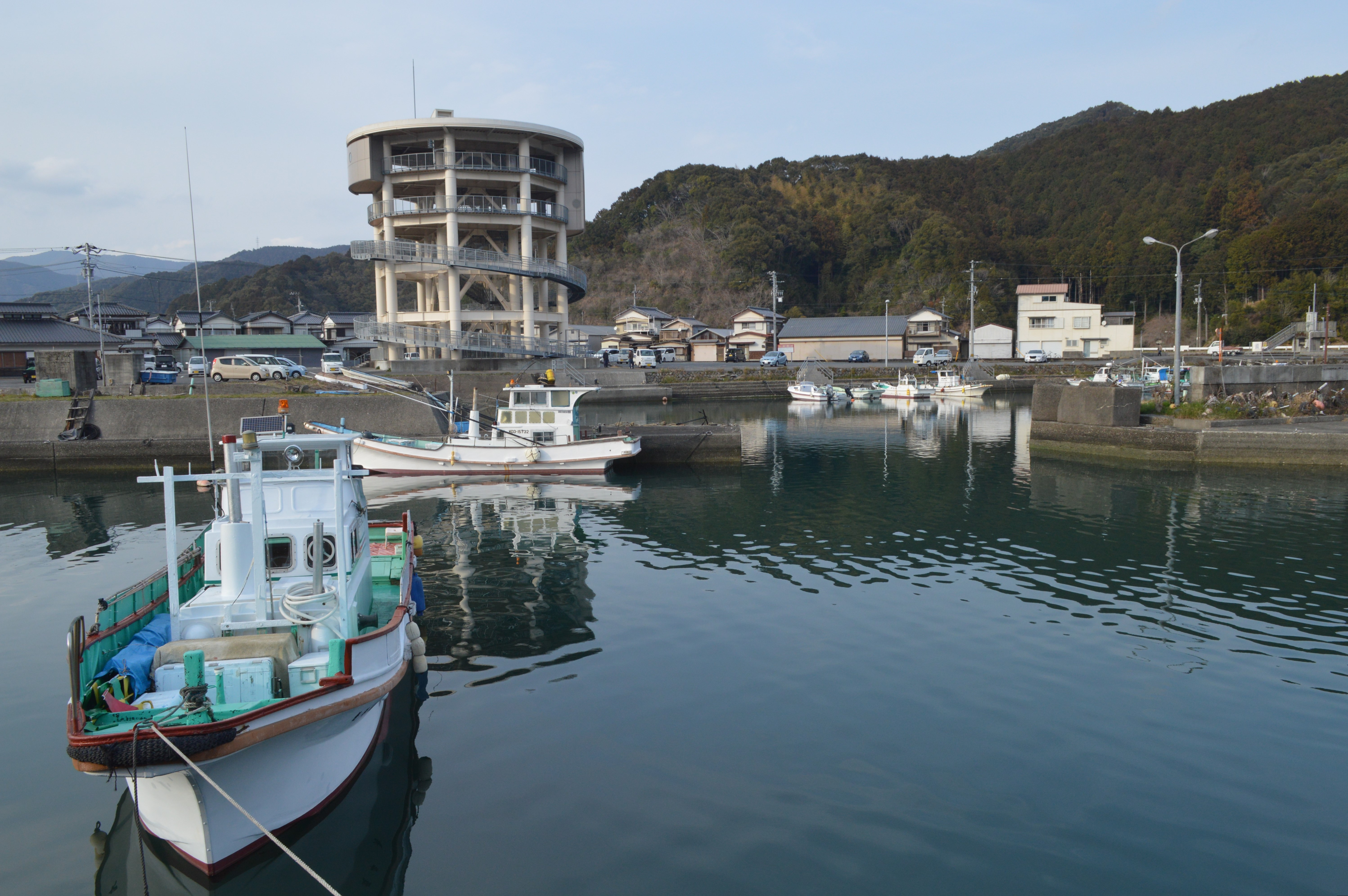
久礼内港

高知県中西部にあり、土佐湾に面する。中心地区である久礼はカツオ（鰹）の一本釣り漁で知られ、青柳裕介の漫画『土佐の一本釣り』の舞台となった。

### 地形
主な山
- 鈴が森
- 大小権現山
- 火打ヶ森
- 灘山自然林

主な川
- 久礼川 - 長沢川
- 大坂谷川
- 上ノ加江川
- 四万十川
  - 竹原川
  - 伊勢川
  - 吉野川
  - 跡川川
  - 島ノ川川
  - 下ル川川
  - 萩中川

湾岸
- 土佐湾 - 今後発生が予見されている南海トラフ巨大地震の際には、町内の海岸に最大15mの津波が到達することが予想されている[1]。

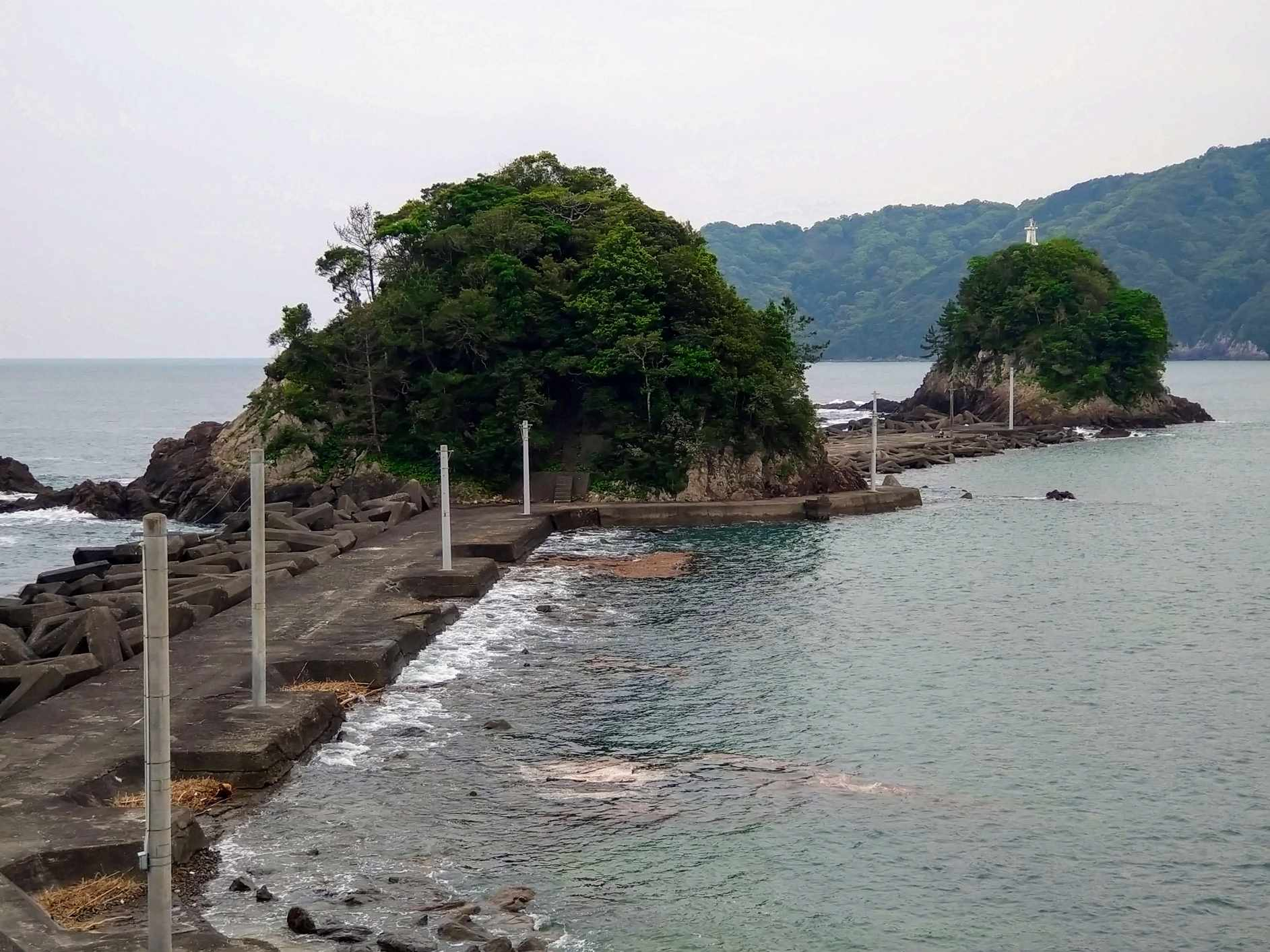
双名島　北島（手前）と南島

  - 久礼湾

岬
- 大津崎
- 加江崎
- 矢田部崎

島嶼
- 双名島

### 人口
| |                                          |  |
| 中土佐町と全国の年齢別人口分布（2005年） | 中土佐町の年齢・男女別人口分布（2005年） |  |
| ■紫色 ― 中土佐町 ■緑色 ― 日本全国 | ■青色 ― 男性 ■赤色 ― 女性                |  |
| 中土佐町（に相当する地域）の人口の推移 \| 1970年（昭和45年） \| 11,311人 \| \| \| 1975年（昭和50年） \| 10,903人 \| \| \| 1980年（昭和55年） \| 10,753人 \| \| \| 1985年（昭和60年） \| 10,374人 \| \| \| 1990年（平成2年） \| 9,852人 \| \| \| 1995年（平成7年） \| 9,321人 \| \| \| 2000年（平成12年） \| 8,722人 \| \| \| 2005年（平成17年） \| 8,320人 \| \| \| 2010年（平成22年） \| 7,591人 \| \| \| 2015年（平成27年） \| 6,840人 \| \| \| 2020年（令和2年） \| 6,002人 \| \| |                                          |  |
| 総務省統計局 国勢調査より |                                          |  |
| 1970年（昭和45年） | 11,311人                                 |  |
| 1975年（昭和50年） | 10,903人                                 |  |
| 1980年（昭和55年） | 10,753人                                 |  |
| 1985年（昭和60年） | 10,374人                                 |  |
| 1990年（平成2年） | 9,852人                                  |  |
| 1995年（平成7年） | 9,321人                                  |  |
| 2000年（平成12年） | 8,722人                                  |  |
| 2005年（平成17年） | 8,320人                                  |  |
| 2010年（平成22年） | 7,591人                                  |  |
| 2015年（平成27年） | 6,840人                                  |  |
| 2020年（令和2年） | 6,002人                                  |  |

### 隣接自治体
高知県
- 須崎市
- 高岡郡津野町
- 高岡郡四万十町

## 歴史

### 沿革
- 1957年（昭和32年）7月1日 - 高岡郡久礼町・上ノ加江町が合併して中土佐町（第1次）が発足。
- 1990年（平成2年）4月 - 中土佐町が過疎地域活性化特別措置法による過疎地域に指定される[2]。
- 1999年度（平成11年度） - 過疎地域活性化優良事例として国土庁長官賞を受賞[2]。
- 2004年（平成16年）2月 - 中土佐町が毎日新聞社主催の「毎日・地方自治体賞」奨励賞を受賞[3]。1996年（平成8年）に宿泊施設の黒潮本陣を設置し、久礼大正町市場やかつお祭などと絡めた地域活性化策が評価された[3]。
- 2006年（平成18年）1月1日 - 中土佐町と大野見村が合併して中土佐町（第2次）が発足。
- 2011年（平成23年）2月7日 - 「久礼の港と漁師町の景観」が国の重要文化的景観に選定される[4]。

## 行政

### 歴代町長
- 町長：池田洋光（いけだひろみつ）
  - 2010年（平成22年）2月5日就任。現在3期目。

## 施設

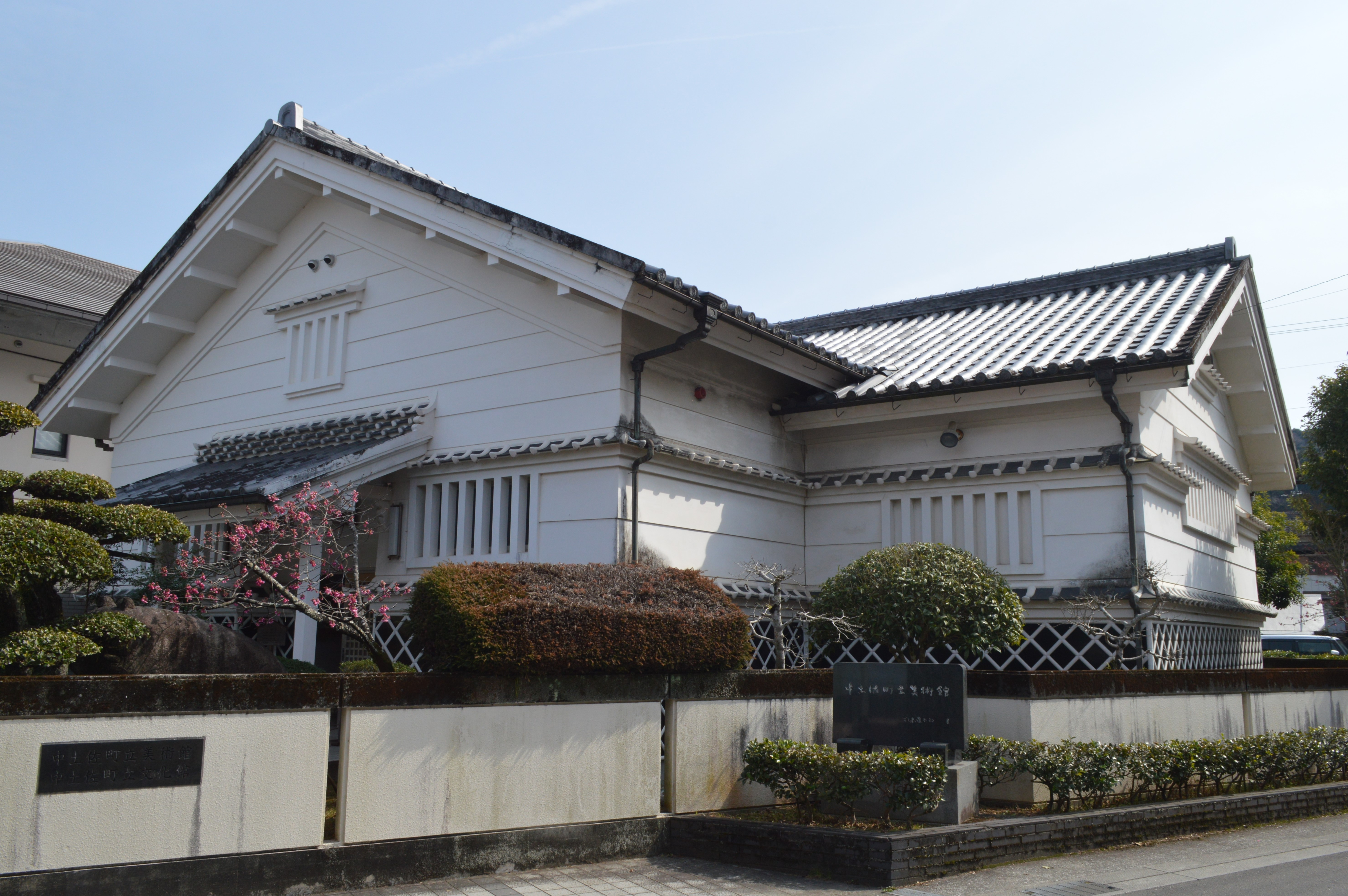
中土佐町立美術館

- 中土佐町役場 - 2021年（令和3年）に新庁舎に移転。
- 須崎警察署久礼駐在所
- 須崎警察署上ノ加江駐在所
- 須崎警察署大野見駐在所
- 高幡消防組合須崎消防署中土佐分署
- 久礼郵便局
- なかとさ病院
- 中土佐町立美術館
- 中土佐町立文化館図書室
- 西岡酒造店 - 日本酒メーカー。江戸時代中期の天明元年（1781年）、初代井筒屋仁助によって創業された。代表銘柄は「純平」[5]。現存する酒蔵としては高知県最古とされる[5]。
- 中土佐町給水塔：久礼のランドマーク、高さ30ｍ、貯水量870トン
- 国土地理院久礼験潮場

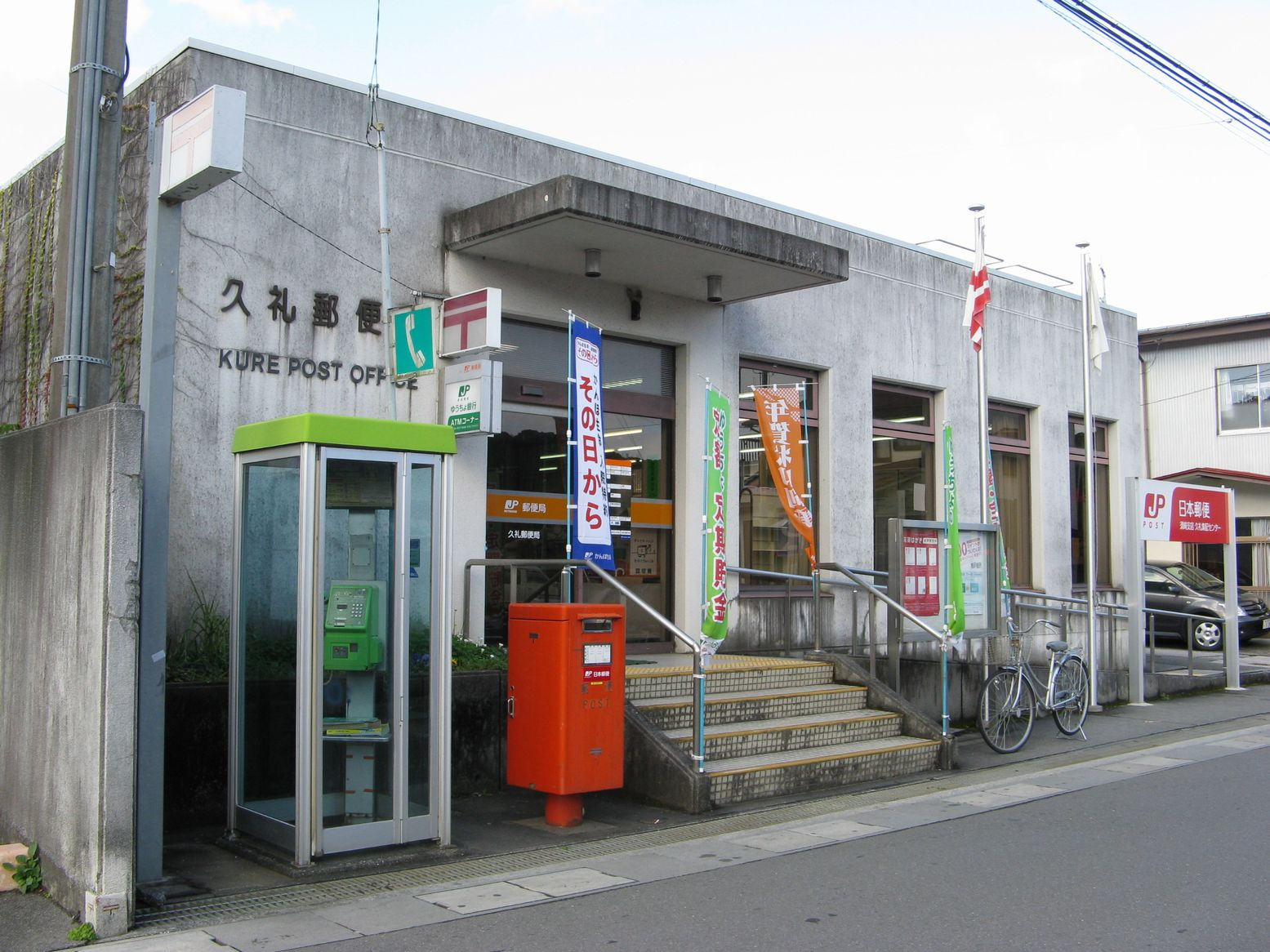
久礼郵便局
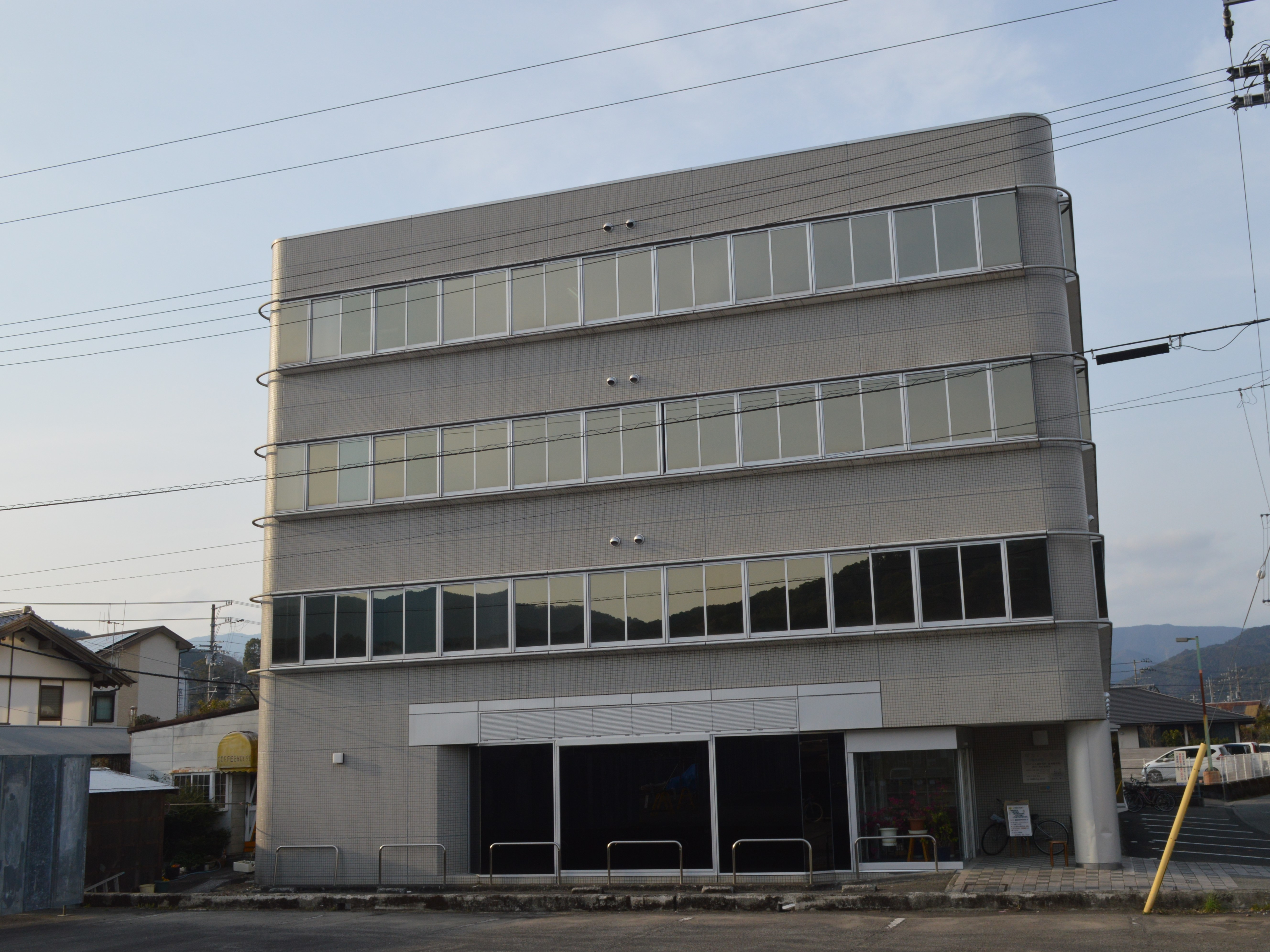
なかとさ病院
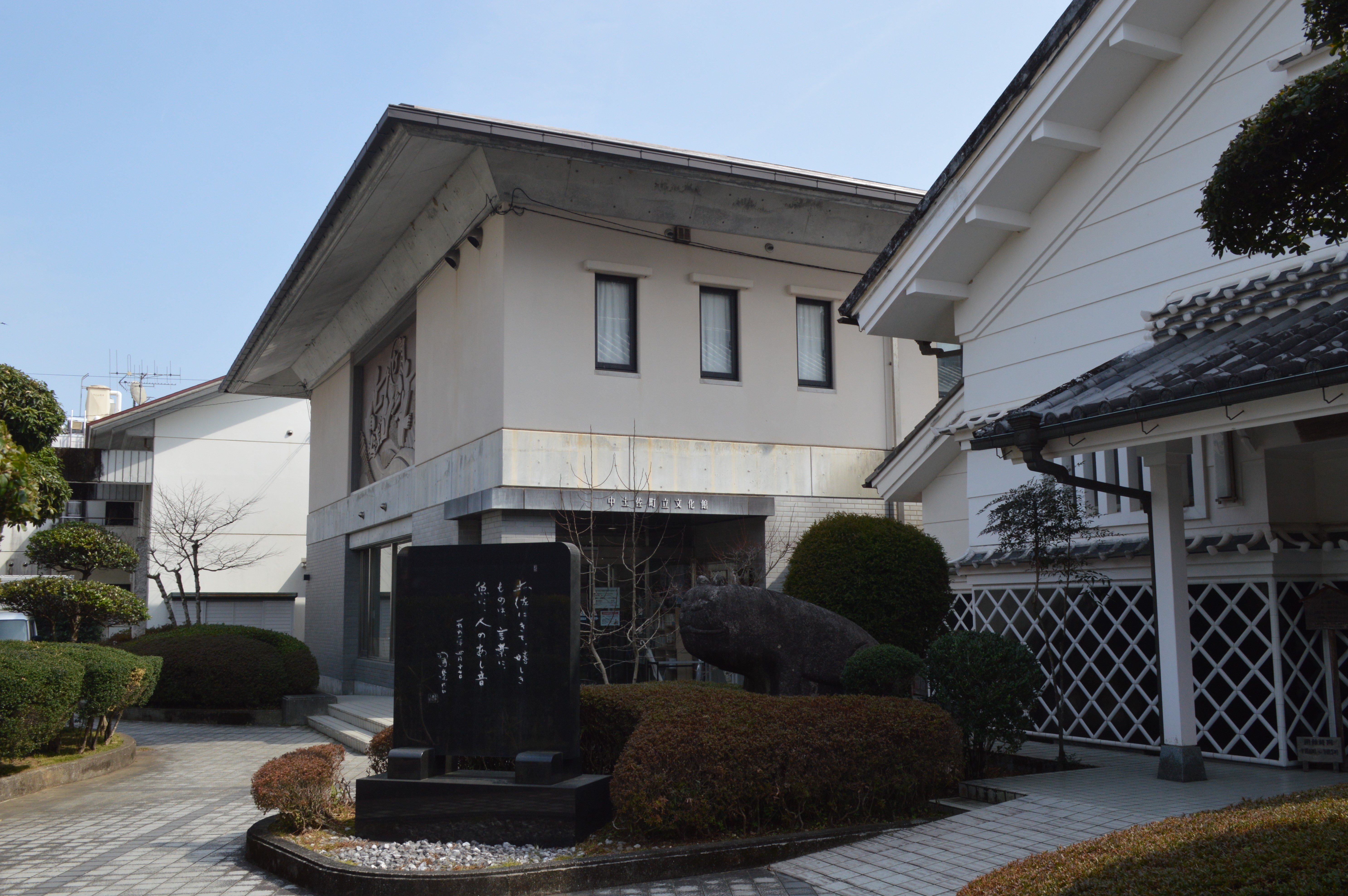
中土佐町立文化館図書室
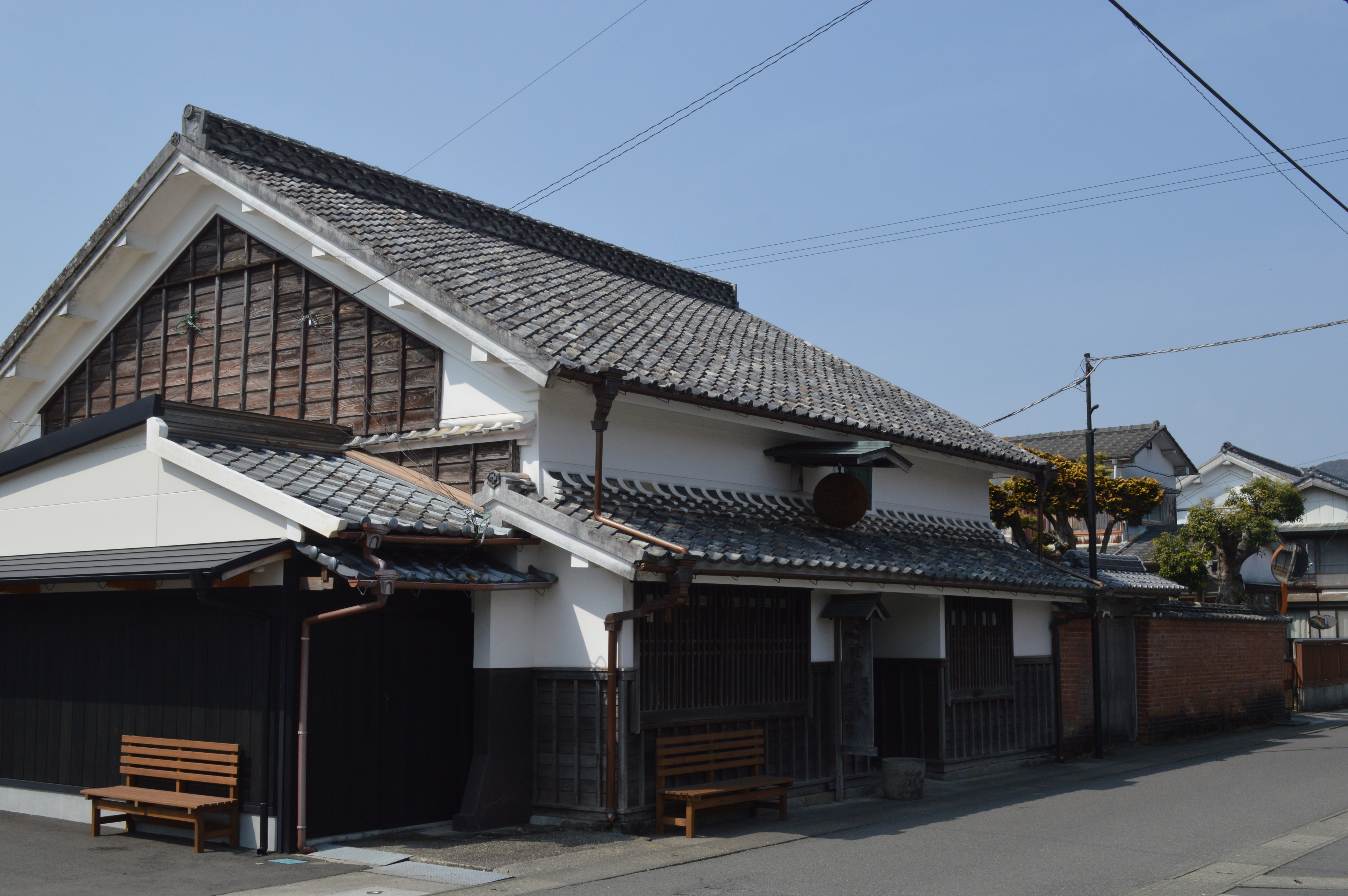
西岡酒造店
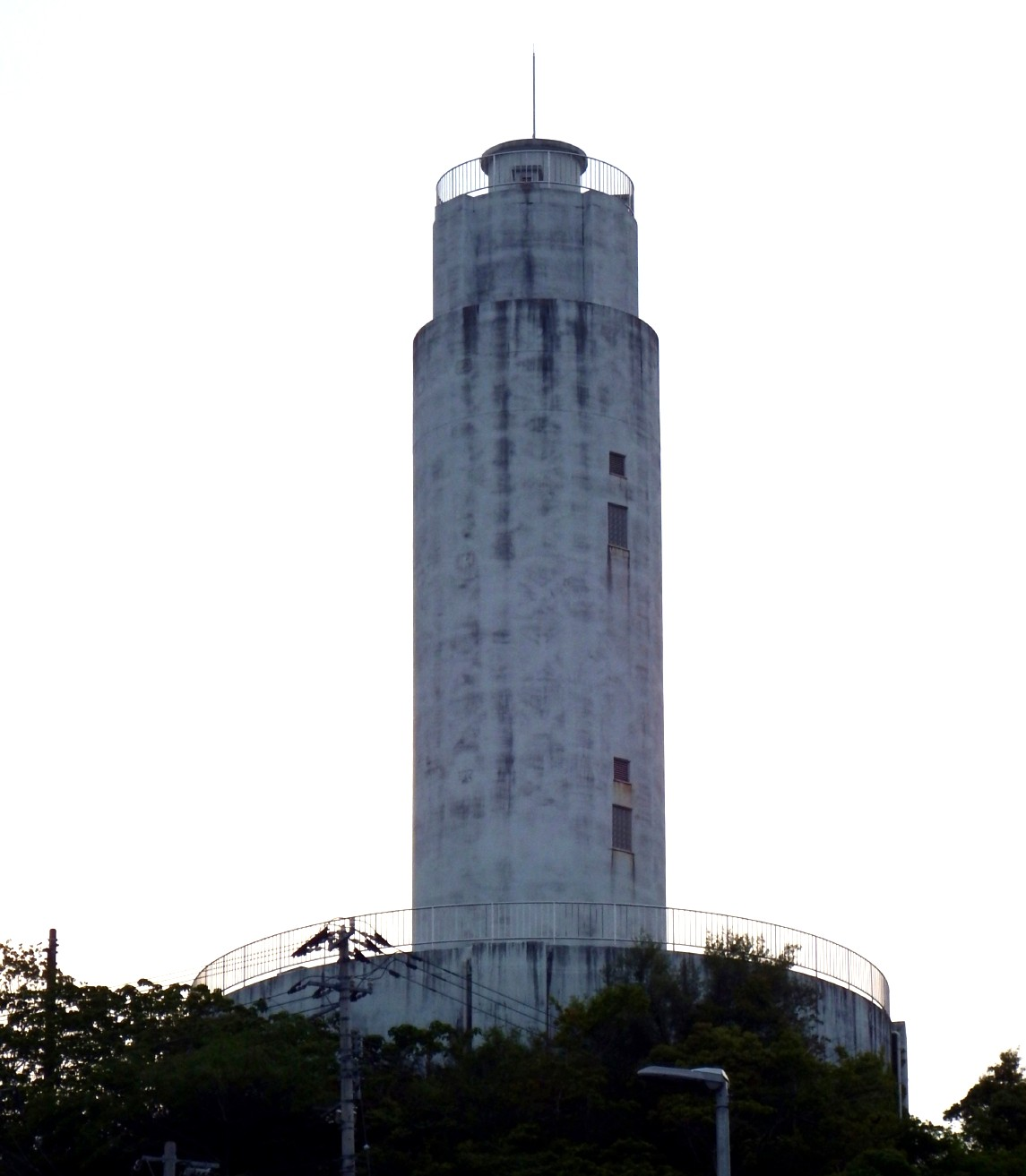
中土佐町給水塔

## 教育

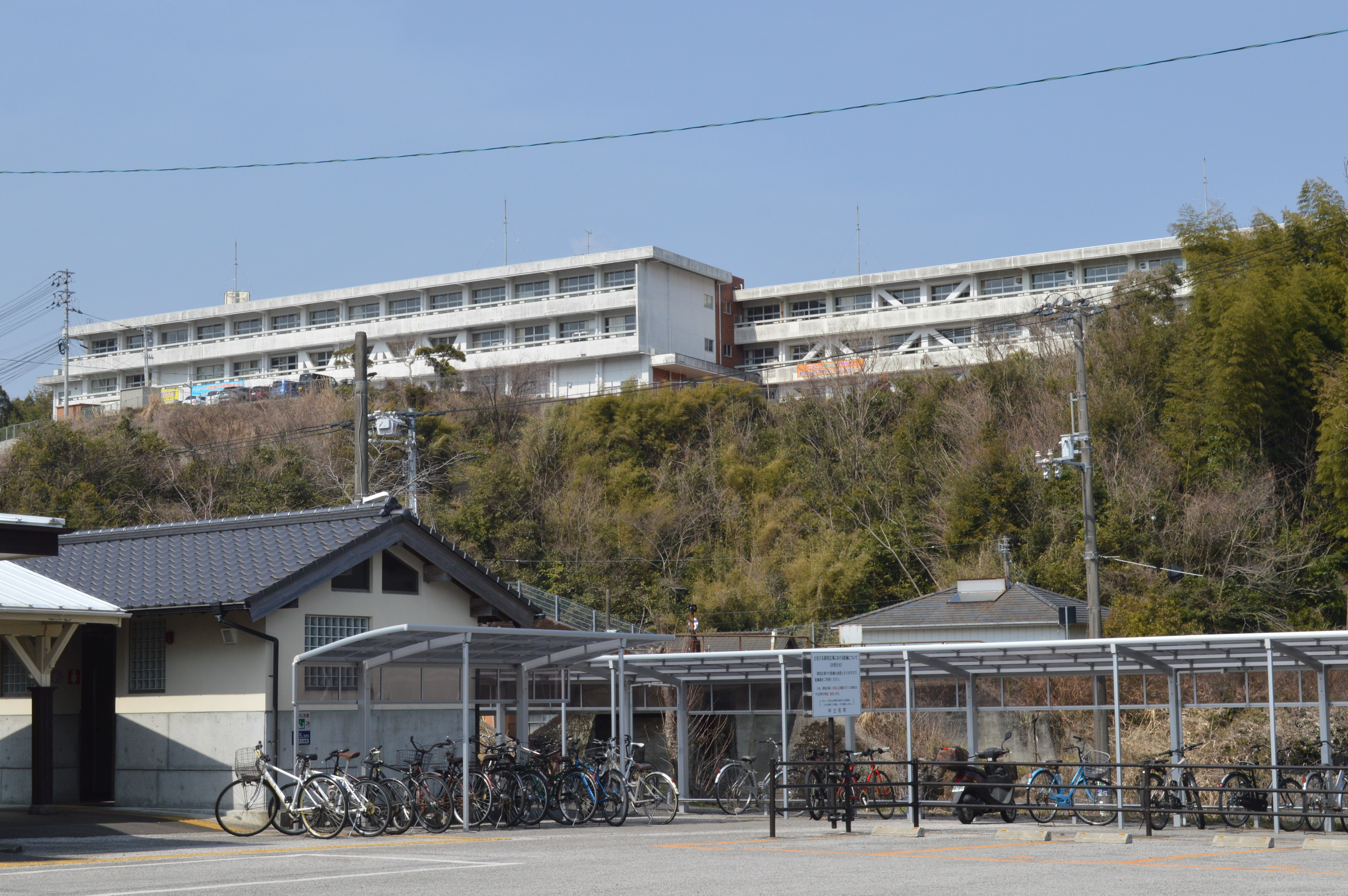
中土佐町立久礼小学校

### 中学校
- 中土佐町立久礼中学校
- 中土佐町立上ノ加江中学校（休校）
- 中土佐町立大野見中学校

### 小学校
- 中土佐町立久礼小学校
- 中土佐町立上ノ加江小学校
- 中土佐町立大野見小学校
- 中土佐町立矢井賀小学校（休校）
- 中土佐町立笹場小学校（休校）

## 交通

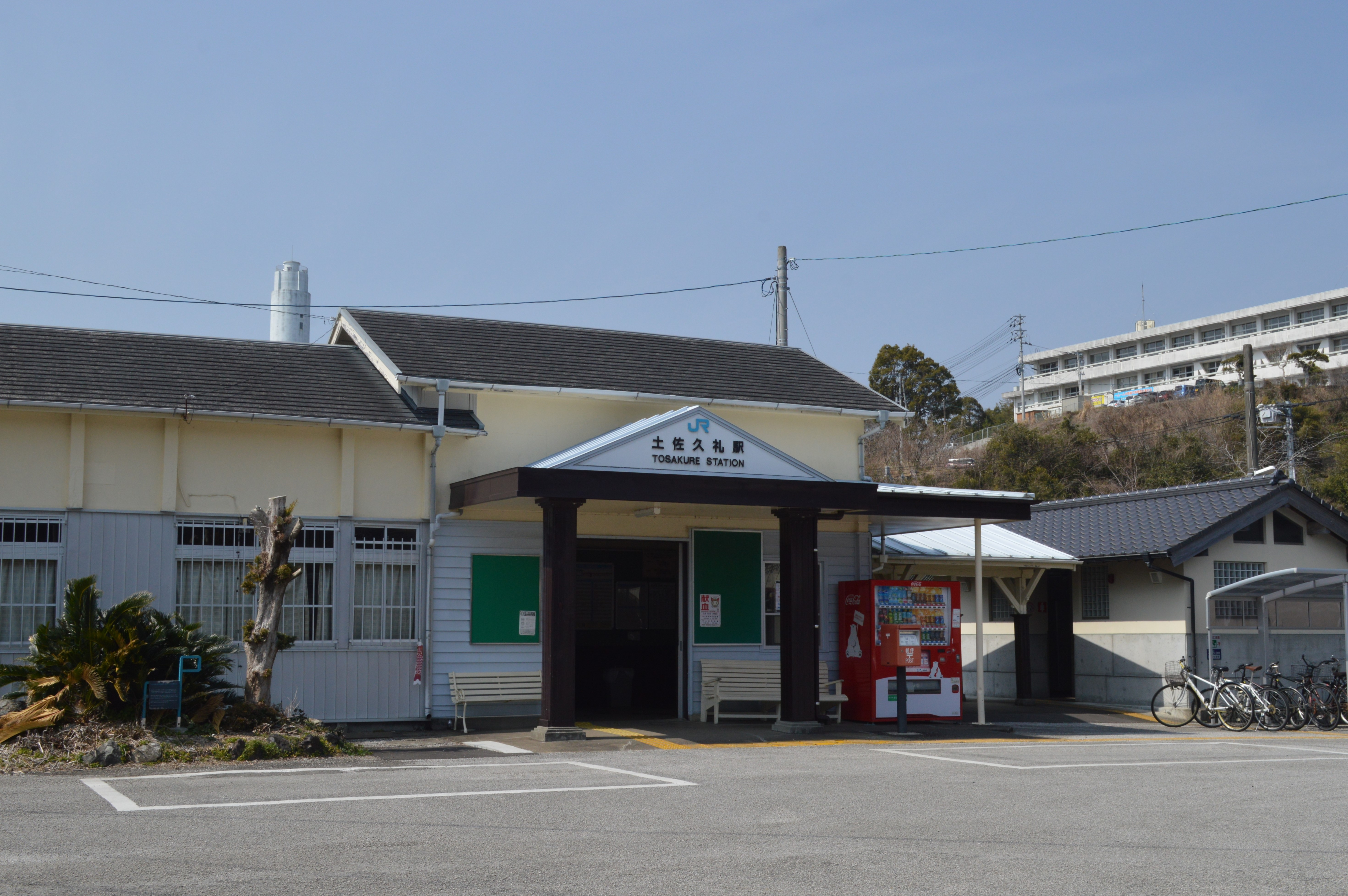
土佐久礼駅

### 鉄道
- 四国旅客鉄道（JR四国）
  - 土讃線: （須崎市） - 土佐久礼駅 - （四万十町）

### バス
路線バス
- 高知高陵交通
- 四万十交通
- 中土佐町コミュニティバス

### 道路

#### 高速道路
- 高知自動車道: 中土佐インターチェンジ

#### 国道
- 国道56号

#### 県道
- 高知県道19号窪川船戸線
- 高知県道25号中土佐佐賀線
- 高知県道41号窪川中土佐線
- 高知県道319号奈路土佐久礼停車場線
- 高知県道320号久礼須崎線
- 高知県道325号上ノ加江窪川線

### 道の駅
- 道の駅なかとさ - みなとオアシス久礼

## 名所・旧跡・観光スポット

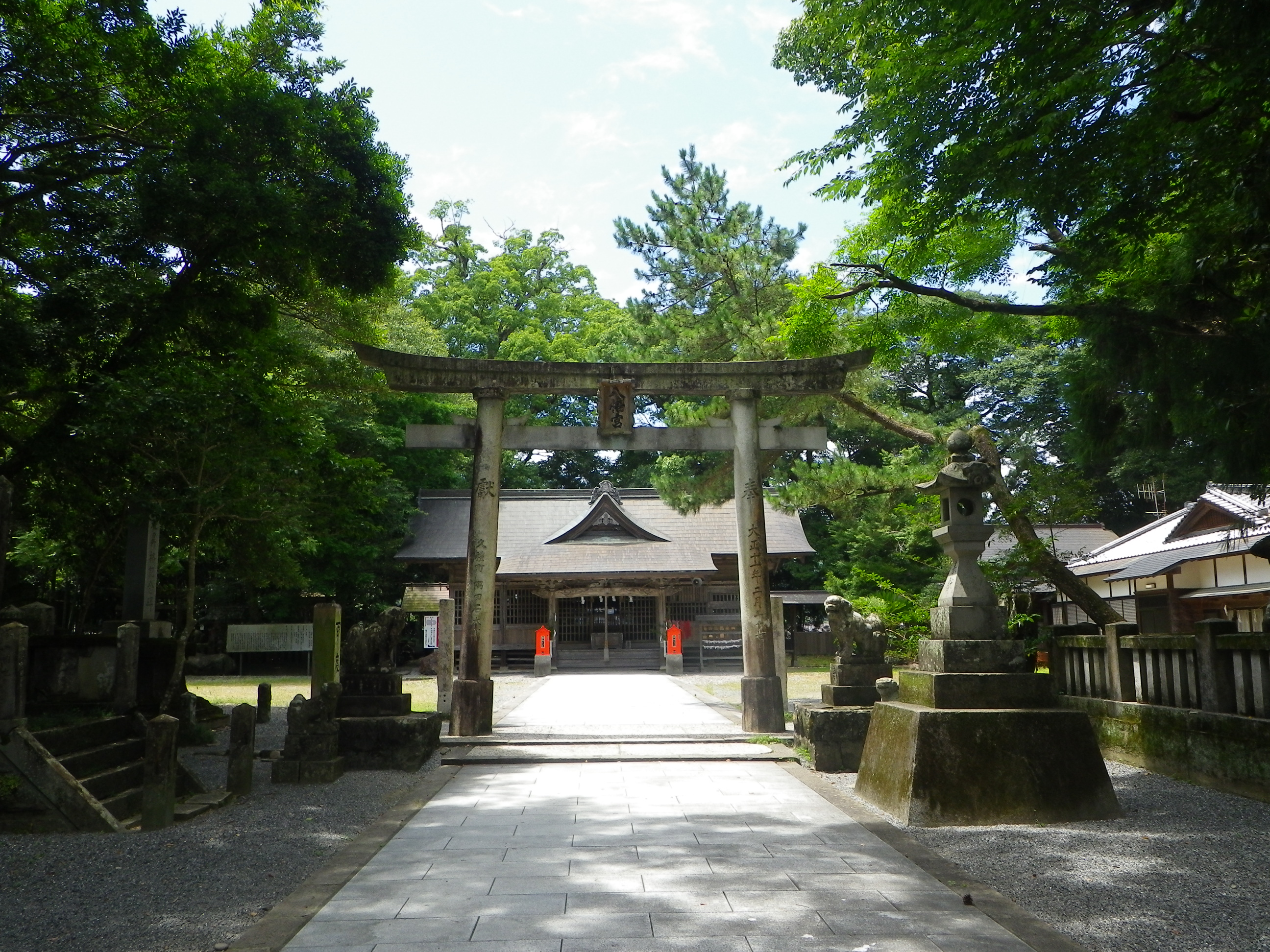
久礼八幡宮

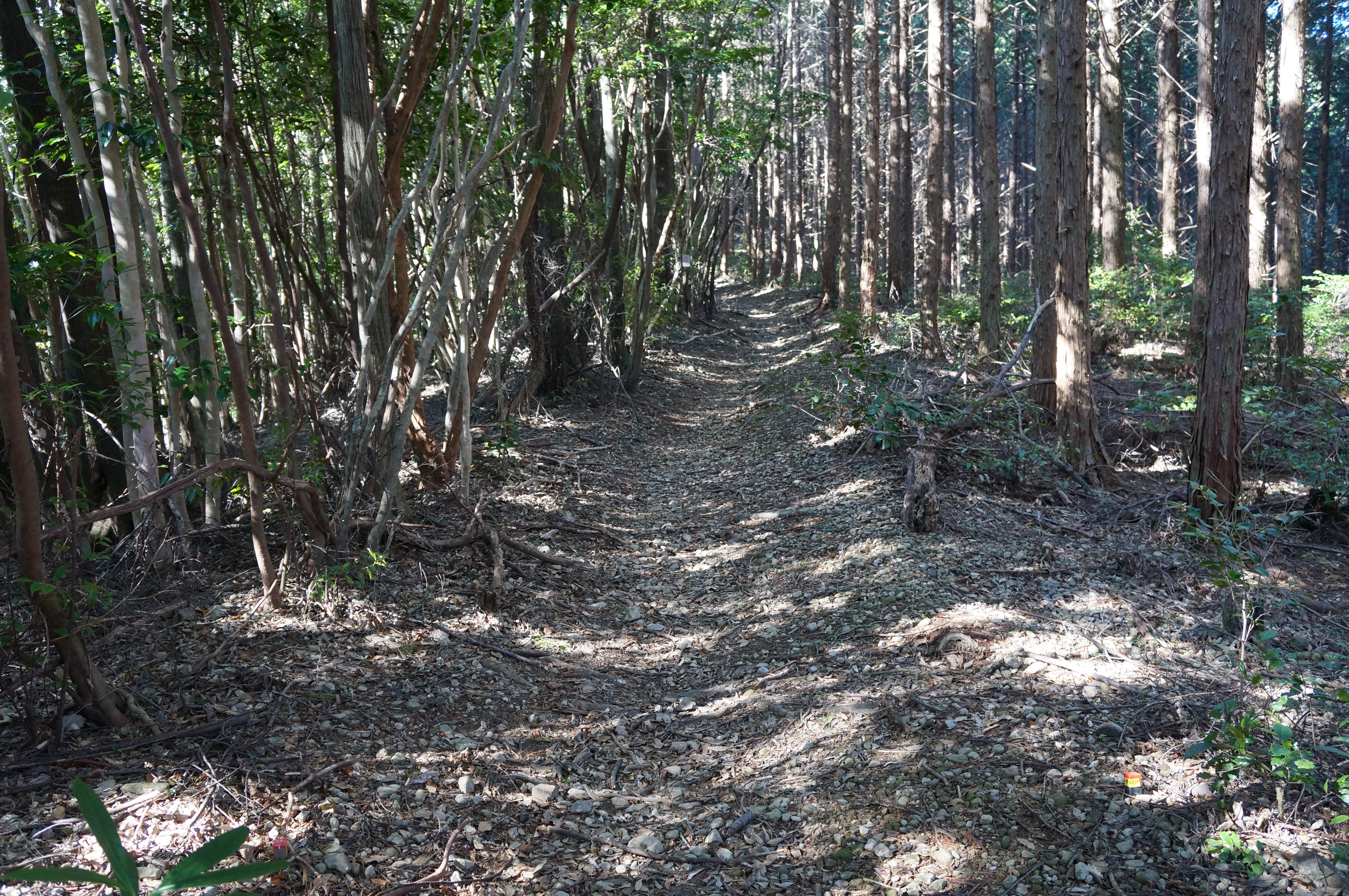
そえみみず遍路道

### 名所・旧跡
- 久礼八幡宮 - 旧社格は県社。
- 廣埜神社
- 奈路天満宮
- 熊野神社
- 津野神社
- 善教寺 - 曹洞宗の寺院。
- 清泉寺
- 善賢寺

### 観光スポット
- 久礼大正町市場 - 全蓋式アーケード市場。市場自体は明治時代から存在したが、1915年（大正4年）に大火で230戸が焼失した[6]。大正天皇の寄付金350円によって復興したことから、それまでの地蔵町通りが大正町市場と命名された[6][7]。
- そえみみず遍路道と大坂遍路道
- 上ノ加江体験型漁業
- だるま朝日
- オガタマノキ - 天然記念物。
- 長沢大杉 - 熊野神社の神木。天然記念物。
- 黒潮本陣温泉
- 大野見集落活動センターみなみ[8]
- 集落活動センターおおのみきた

## 文化・名物

### 祭事
- 久礼八幡宮大祭 - 「高知県三大祭り」の一つとされる。中土佐町指定無形文化財（民俗）。
- 廣埜神社初午大祭 - 旧暦2月初午。
- 上ノ加江太刀練り
- 廣埜神社秋季大祭 - 10月8日。
- 網代花取り踊り
- 奈路天満宮大祭
- 松尾神社大祭

### 催事
- かつお祭 - 毎年5月第3日曜。

### 名産・特産
- かつお

## 出身著名人
- 南部甕男 - 幕末期の志士。大審院長。

## 中土佐町を舞台とした作品

### 映画
- 『土佐の一本釣り』 - 1980年と2014年に映画化。原作は青柳裕介の漫画。
- 『ポッピンQ』2016年公開。制作は東映アニメーション。主人公である小湊伊純の地元として描かれている。

### 漫画
- 「土佐の一本釣り」 - 青柳裕介。1975年から1986年。
- 「はるちゃん 高知県・久礼編」。青柳プロダクション。2005年。